# Julius Albrecht (General)
Julius Hermann Oskar Albrecht (* 18. Juni 1827 in Wiegschütz; † 27. Juni 1901 in Dresden) war ein preußischer Generalmajor.

## Leben

### Herkunft
Julius war ein Sohn von Georg Konrad Friedrich Albrecht (1792–1870) und dessen Ehefrau Antonie, geborene Missetius (1801–1867).

### Militärkarriere
Nach dem Besuch der Realschule in Mainz sowie der Kadettenhäuser in Bensberg und Berlin wurde Albrecht am 27. Mai 1845 als außeretatmäßiger Sekondeleutnant der 2. Ingenieur-Inspektion der Preußischen Armee überwiesen und zur 6. Pionier-Abteilung kommandiert. Vom 1. Oktober 1845 bis zum 31. Juli 1847 war zur weiteren Ausbildung an die Vereinigte Artillerie- und Ingenieurschule kommandiert. Unmittelbar nach seiner Rückkehr wurde er am 1. August 1847 mit Patent vom 17. August 1845 in die 6. Pionier-Abteilung versetzt. Vom 1. Oktober 1848 bis zum 30. September 1849 war er Führer einer in Breslau stehenden Pionier-Abteilung. Anschließend kam er am 1. Mai 1850 zum Fortifikationsdienst nach Magdeburg und am 26. April 1852 nach Königsberg. Außerdem wurde er am 20. Juli 1852 in die 1. Ingenieur-Inspektion versetzt, avancierte am 21. Mai 1854 zum Premierleutnant und zeitgleich zum 2. Adjutant der Inspektion. Am 4. Mai 1858 stieg er zum Hauptmann auf und war während der Mobilmachung anlässlich des Sardinischen Krieges 1859 Kommandeur der mobilen Kompanie der 8. Pionier-Abteilung. Am 3. September 1859 kam er zur 3. Ingenieur-Inspektion und wurde Kommandeur der 1. Kompanie der 8. Pionier-Abteilung. Von dort kam er am 2. Juni 1863 als Kommandeur in die 2. Reserve-Pionierabteilung.
Während des Deutschen Krieges war er vom 22. Juni bis zum 9. Juli 1866 zur Befestigung der Muthe- und Mottestellung bei Berlin abkommandiert. Anschließend nahm er am Feldzug in Süddeutschland teil. Nach dem Krieg wurde er am 30. Oktober 1866 als Kommandeur in die 1. Kompanie des Pionier-Bataillons Nr. 11 versetzt. Am 17. Mai 1867 kam er als Major und Kommandeur in das Pionier-Bataillon Nr. 6. Während des Krieges gegen Frankreich war Albrecht zunächst Kommandeur der Pioniere des VI. Armee-Korps und am 21. August 1870 kam er in den Stab des Generals von Werder. Während des Feldzuges nahm er an den Belagerungen von Pfalzburg und Straßburg teil. Ferner war er bei den Gefechten am Epinal, am Ognon, bei Pasques, Sombernon, Villersexel und Montbeliard. Er erhielt beide Klassen des Eisernen Kreuzes.
Noch vor dem Friede von Frankfurt wurde Albrecht am 24. April 1871 wieder Kommandeur des Pionier-Bataillons Nr. 6. Am 18. Januar 1872 zum Oberstleutnant befördert, kam er am 12. April 1873 als Kommandeur in das Pionier-Bataillon Nr. 15. Dort stieg er am 19. September 1874 zum Oberst auf und wurde am 15. Mai 1875 Inspekteur der 2. Pionier-Inspektion. Unter Verleihung des Charakters als Generalmajor wurde Albrecht am 14. Oktober 1880 mit Pension zur Disposition gestellt und nach seiner Verabschiedung am 16. Februar 1896 mit dem Kronen-Orden II. Klasse ausgezeichnet.

### Familie
Albrecht heiratete am 3. Mai 1859 in Berlin Anna Liddy Zimmermann (1837–1920), eine Tochter des Kaufmanns Karl Julius Zimmermann (1806–1888).